# Louis de Sade
 (novembre 2021).
Louis de Sade, dit le « chevalier de Sade », né le 8 mai 1753 à Antibes et décédé le 26 décembre 1832 à Paris, est un philosophe, astronome et essayiste français.

## Biographie
Issu d'une branche cadette de la famille de Sade, filleul de l'infant Philippe et de son épouse l'infante Louise-Elisabeth, Louis de Sade a vécu ses premières années à Antibes, ville dont son père est gouverneur. Il reçoit ensuite une formation à Aix-en-Provence puis dans la pension parisienne de l'abbé Choquart où il fut le camarade de Mirabeau et de Lord Minto. Il commence dès l'âge de quinze ans une carrière dans la marine, tout en s'orientant vers une carrière dans l'ordre de Malte dans lequel il est reçu chevalier de Malte dès 1762. Dès lors, il est connu comme « chevalier de Sade » et poursuit sa carrière dans l'artillerie de Marine. Après quatre ans d’escadres à Toulon, il fut pourvu de la charge de lieutenant de vaisseau et reçut le commandement de la barque L’Éclair, un deux-mâts armé de 22 canons avec lequel il fait campagne sur les côtes d’Italie et de Provence. À la veille de la Révolution, ses différends avec la hiérarchie de la marine s’aggravent fortement. Afin de l’éloigner de France, il fut nommé sur la frégate, le Tiercelet dont il abandonna le commandement et finit emprisonné sur le vaisseau amiral de Toulon lorsque débute la Révolution.
Sa carrière d’écrivain politique débute à cette époque avec ''Mes loisirs sur le vaisseau amiral ou Lettres aux Etats Généraux sur une nouvelle constitution du gouvernement de la France''. Intransigeant vis-à-vis de la monarchie constitutionnelle qu’il considère comme une destitution de la royauté, il est rayé des listes de la marine après avoir refusé d’adhérer au serment civique imposé par l’assemblée Constituante. Cosignataire d’un serment à la royauté et à l’Église catholique avec d’autres officiers de la marine en septembre 1791 à Nice, il rejoint le comte d'Artois à Coblence, d'où il signe en 1791, un pamphlet, ''À mes compatriotes'' dans la Gazette de Paris, exhortant les membres de la noblesse de Provence à rallier ce prince afin de renverser les forces révolutionnaires. Il rejoint, à la dissolution de l'armée des princes, la marine du roi George III. En tant que capitaine d’artillerie de la marine britannique, il participe en 1794 aux négociations de l’éphémère royaume anglo-corse. Son ami Lord Minto l’envoie à Malte afin d’obtenir des troupes supplémentaires du Grand Maître de l’Ordre de Malte, Emmanuel de Rohan-Polduc.
C’est à l'aube du XIXe siècle, réfugié à Lisbonne puis à Londres pendant une dizaine d’années, que le Chevalier de Sade embrasse sa vocation d’écrivain et publie ses premiers ouvrages d’importance. En parallèle, il publie des articles dans L'ambigu de Jean-Gabriel Peltier. Il ne revint d'émigration et ne réintégra la marine française qu'au début de la Restauration, en 1815, avant de démissionner un an plus tard, déçu par la monarchie de Louis XVIII.

## Une œuvre scientifique marquée par un ouvrage: "La Tydologie"
Louis de Sade est auteur d'une œuvre scientifique prolifique touchant tout à la fois l'algèbre, la géologie, l’électricité, l’architecture, l’acoustique, l’anatomie, la science des jeux et la finance. Cette œuvre, demeurée inédite, comprend un futur ouvrage réunis en 270 feuillets, intitulé Notes et extraits sur la chronologie ancienne, comparant les différents modes de calcul et de sériation temporelle. Le Chevalier y fait notamment référence aux calendriers mexicains, égyptiens, chinois, bibliques, faisant appel tour à tour à la chronographie, l’astronomie et la cosmogonie.
Son œuvre scientifique publiée est marquée par son ''Etude sur les volcans éteints de Coblentz'' de 1792, qui lui vaudra une traduction en anglais et une publication dans le Journal of Natural Philosophy, Chemistry, and the Arts de 1804 à la suite de l'envoi de l'ouvrage par le minéralogiste et cristallographe Jacques Louis de Bournon à William Nicholson.
L’œuvre la plus importante de Louis de Sade en matière scientifique reste ''La Tydologie'', publiée en 1810. Il y poursuit les travaux de Pierre-Simon de Laplace sur l’influence des astres sur les marées. Au-delà de cette analyse, dans cette étude holistique de la science des marées, influencé par la pensée de Francis Bacon, le Chevalier appréhende dans cet ouvrage le monde physique, sociologique et intellectuel comme un ensemble cohérent dans lequel chaque élément ou événement peut s’appréhender selon un raisonnement scientifique commun.
À cet égard, Aubin Louis Millin de Grandmaison note dans les Annales encyclopédiques de 1818 que « La Tydologie est le noyau auquel l’auteur rapporte les diverses méthodes qui jusqu’à présent ont été usitées pour l’avancement des connaissances humaines. Il y examine les avantages et les inconvéniens que chacune d’elles a eus dans les diverses branches de nos connaissances où on les a employées. Cet ouvrage convient par conséquent à toutes les personnes qui s’intéressent aux sciences, même à celles de la politique et de la législation. Les botanistes, les astronomes, les anatomistes et les géomètres, y trouveront un grand nombre de problèmes et de solutions d’un nouveau genre, et qu’il leur est utile de connaitre pour les progrès ultérieurs de leur science favorite.[...] L’auteur indique des méthodes qui, dans les mains d’un homme de génie, pourront lui permettre, dit-il, avec le temps, de remonter des effets aux lois des causes qui les produisent. […] Aussi, on ose dire que les géologues, les anatomistes, les géomètres, les chronologistes, les chimistes, les grammairiens, les botanistes, les philosophes et les hommes d’État, ne liront pas cet ouvrage sans intérêt, et peut-être quelquefois aussi sans humeur; car l’auteur suit rarement les routes battues, et il est rare que ceux qui en devient aient raison. C’est aux savans à juger si les idées de l’auteur sont des innovations ou des écarts nuisibles à l’avancement des sciences. ».

## Une œuvre philosophique et historique contre-révolutionnaire
Son premier ouvrage, écrit à la veille de la Révolution au fond de la cale du vaisseau amiral où il avait été placé aux arrêts par lettre de cachet pour rébellion contre l’autorité, fut immédiatement censuré et pilonné par le gouvernement. Il s’intitulait Mes loisirs sur le vaisseau amiral ou Lettres aux Etats Généraux sur une nouvelle constitution du gouvernement de la France dans lequel il expose ses idées de réforme institutionnelles.
Toutefois, c'est son Lexicon, écrit au cours de sa période d'émigration, qui constitue son œuvre principale. Cet ouvrage constitue selon son auteur une encyclopédie des « mots techniques de la science politique » de douze mille pages et demeurée inachevée et partiellement publiée, réalisé par un penseur du régime monarchique fermement opposé aux idées révolutionnaires.
Les ouvrages publiés à partir de 1815 (Dialogues politiques sur les principales observations du gouvernement français depuis la restauration et sur leurs conséquences nécessaires de 1815, L’Art de faire des lois de 1820, Des orateurs et des écrivains politiques dans un gouvernement représentatif, de 1823 ou encore, De la démocratie à l’occasion des élections populaires de 1831) sont des critiques acerbes des gouvernements de la Restauration.